# Пэрент, Мэри
Мэри Пэрент (англ. Mary Parent) — американский кинопродюсер и бывший студийный исполнительный продюсер.

## Карьера
В феврале 2011 года она стала сооснователем компании Disruption Entertainment, заключившей контракт с Paramount Pictures. Ранее являлась председателем Worldwide Motion Picture Group медиакомпании Metro-Goldwyn-Mayer. Также является бывшим президентом производственного подразделения компании Universal Studios. Она отвечала, в частности, за съёмочный процесс таких фильмов как «Знакомство с Факерами», «Превосходство Борна», "Миссия «Серенити» и других. В 2004 году было объявлено о назначении Пэрент и  вице-председателями Worldwide Production компании Universal Pictures. В 2005 году Universal Pictures подписала с ними соглашение о съёмках под брендом Stuber/Parent Productions. Под этим названием они выпустили фильмы «Взрослая неожиданность» (2008), «Добро пожаловать домой, Роско Дженкинс!» (2008), «Королевство» и «Он, я и его друзья» (2006). Также она продюсировала фильм «Тихоокеанский рубеж» режиссёра Гильермо Дель Торо, «Ной» режиссёра Даррена Аронофски и «Губка Боб в 3D» (2015). В 1990-х Пэрент работала в New Line Cinema.
В 2008 году Пэрент попала на 28-е место в перечень «50 Women to Watch 2008», изданный The Wall Street Journal.

## Фильмография
- 1996 — Вызов
- 1997 — Процесс и ошибка
- 1998 — Плезантвиль
- 2006 — Он, я и его друзья
- 2007 — Королевство
- 2008 — Добро пожаловать домой, Роско Дженкинс!
- 2008 — Взрослая неожиданность
- 2013 — Тихоокеанский рубеж
- 2014 — Ной
- 2014 — Годзилла
- 2014 — Исчезнувшие в солнечном свете
- 2015 — Губка Боб в 3D
- 2015 — Выживший
- 2016 — Монстр-траки
- 2017 — Конг: Остров черепа
- 2018 — Тихоокеанский рубеж 2
- 2019 — Детектив Пикачу
- 2019 — Годзилла 2: Король монстров
- 2021 — Дюна
- 2023 — Дюна: Часть вторая

## Награды и номинации
- 2016 — Номинация на премию «Оскар» в категории «Лучший фильм».
- 2016 — Премия «BAFTA» в категории «Лучший фильм».